# 히무로촌 (오사카부)
히무로촌(일본어: 氷室村)은 일본 오사카부 기타카와치군에 있던 촌이다. 현재 히라카타시의 남동쪽 끝에 해당한다.

## 역사
- 1889년 4월 1일 - 정촌제 시행에 의해 가타노군 히무로촌이 성립하였다.
- 1896년 4월 1일 - 군 통합에 의해 기타카와치군이 성립하였다.
- 1940년 11월 5일 - 쓰다촌, 스가와라촌과 합병해 쓰다정이 성립하여, 동일 히무로촌은 폐지되었다.

## 교통

### 도로
현재는 구촌 지역에 제2게이한 도로 히라카타 히가시 나들목이 위치해 있지만, 당시에는 미개통 상태였다.

## 참고문헌
- 가도카와 일본 지명 대사전 27 大阪府